# Alessandro Santoni
Alessandro Santoni (Riva del Garda, 19 giugno 1996) è un arrampicatore italiano.
È considerato uno dei giovani più promettenti per quanto riguarda la categoria speed climbing, della quale è diventato campione del mondo giovanile nel 2013. È il detentore del record assoluto italiano di questa categoria, avendo abbattuto il muro dei 6 secondi su percorso omologato, fermando il cronometro a 5,99 secondi.

## Biografia
È nato da una famiglia residente a Dro, in provincia di Trento. Ha iniziato ad arrampicare all'età di otto anni su consiglio degli insegnanti poiché risultava essere particolarmente intraprendente  nelle attività fisiche. Fin da piccolo ha trovato un buon feeling con l'arrampicata, ritenendola un'attività divertente e interessante. Essendo l'atleta più giovane della società sportiva Arcoclimbing, il confronto e l'allenamento con ragazzi più grandi lo hanno portato ad una crescita sia per quanto riguarda il livello tecnico sia dal punto di vista caratteriale. Pur iniziando questa attività come semplice gioco, con il passare del tempo ha iniziato a partecipare ad alcune competizioni a livello regionale, migliorando di volta in volta la posizione in classifica. Alessandro ha frequentato il corso di elettronica ed elettrotecnica con specializzazione in automazione presso l'Istituto d'Istruzione Superiore "Giacomo Floriani" di Riva del Garda.

## Carriera sportiva
La prima vittoria è stata il titolo di campione regionale ottenuto nel 2009, seguito nello stesso anno dalla conquista del titolo di campione italiano di categoria. Nel 2010 Santoni ha riscontrato una particolare dote nella disciplina speed climbing, dove si è specializzato negli anni successivi.
Raggiunta l'età per poter entrare nella nazionale giovanile, nel 2011 ha avuto l'opportunità di girare il mondo, partecipando a svariate competizioni
internazionali. Con la canotta azzurra è riuscito a portare a casa parecchi risultati soddisfacenti, tra i quali il titolo di campione d'Europa di categoria nel 2011.
Negli anni successivi, nei vari campionati mondiali giovanili Santoni ha conquistato il Bronzo nel 2010 ad Edimburgo (Scozia), seguito da un Bronzo  nel 2011 ad Imst (Austria) e un quinto posto ottenuto a Singapore nel 2012. Nel 2013 si è laureato campione del mondo nella categoria giovanile a Saanich in Canada, conquistando l'oro. Nel 2014 ha conquistato il bronzo a Noumea in Nuova Caledonia, a causa di una scivolata in semifinale.
Per quanto riguarda le gare italiane a livello assoluto, nella disciplina speed climbing risulta essere uno degli atleti più forti, avendo guadagnato  il titolo di campione italiano assoluto a soli quindici anni, nel 2011. Nel 2013 ha ottenuto un secondo posto sia nella Coppa Italia che al Campionato Italiano. Nello stesso anno ha iniziato a partecipare alle competizioni assolute senza categorie, tra le quali si può citare la gara di coppa del mondo assoluto, giocata in casa ad Arco di Trento il 07 settembre 2013, dove Santoni si è posizionato tredicesimo. Nel 2014 ha partecipato solamente a due tappe di coppa del mondo, nelle quali, nonostante la giovane età, è riuscito a tenere testa agli atleti più forti del mondo, ottenendo un sesto posto a Chamonix in Francia e un bronzo al Rock Master di Arco di Trento. In quest'ultima competizione è riuscito a segnare il nuovo record italiano assoluto con un tempo di 5.99' sul percorso omologato di 15 metri.

## Palmarès

### Coppa del mondo
|       | 2013 | 2014 |
| ----- | ---- | ---- |
| Speed | 33   | 12   |

### Campionato del mondo
|       | 2014 |
| ----- | ---- |
| Speed | 21   |